# Cantón de San Juan Pie de Puerto
El cantón de San Juan Pie de Puerto (en francés Saint-Jean-Pied-de-Port, en euskera Donibane Garaziko Kantonamendua) era una división administrativa francesa, situada en el departamento de los Pirineos Atlánticos y la región Aquitania.
Las comunas que lo componen pertenecen a la provincia tradicional vasco-francesa de la Baja Navarra.

## Composición

Comunas del cantón de San Juan Pie de Puerto.

El cantón de San Juan Pie de Puerto agrupaba 19 comunas:
- Ahaxe-Alciette-Bascassan
- Aincille
- Ainhice-Mongelos
- Arnéguy
- Béhorléguy
- Bussunarits-Sarrasquette
- Bustince-Iriberry
- Çaro
- Estérençuby
- Gamarthe
- Ispoure
- Jaxu
- Lacarre
- Lecumberry
- Mendive
- Saint-Jean-le-Vieux
- San Juan Pie de Puerto
- Saint-Michel
- Uhart-Cize

## Consejeros generales
| Fecha de elección                          | Identidad        | Partido | Calidad                    |
| ------------------------------------------ | ---------------- | ------- | -------------------------- |
| 1960                                       | Michel Inchauspé |         |                            |
| 1961                                       | Michel Inchauspé |         |                            |
| 1967                                       | Michel Inchauspé | UDR     | diputado                   |
| 1973                                       | Michel Inchauspé | UDR     | diputado, antiguo ministro |
| 1979                                       | Michel Inchauspé | RPR     | diputado, antiguo ministro |
| 1985                                       | Michel Inchauspé | RPR     | diputado, antiguo ministro |
| 1992                                       | Michel Inchauspé | RPR     | diputado, antiguo ministro |
| 1998                                       | Michel Inchauspé | RPR     | diputado, antiguo ministro |
| 2004                                       | François Maïtia  | PS      | consejero regional         |
| No se conocen los datos anteriores a 1960. |                  |         |                            |

## Supresión del cantón de San Juan Pie de Puerto
En aplicación del Decreto n.º 2014-248 de 25 de febrero de 2014 el cantón de San Juan Pie de Puerto fue suprimido el 22 de marzo de 2015 y sus diecinueve comunas pasaron a formar parte del nuevo cantón de Montaña Vasca.